# Tachyporus abdominalis
Tachyporus abdominalis är en skalbaggsart som först beskrevs av Fabricius 1781.  Tachyporus abdominalis ingår i släktet Tachyporus, och familjen kortvingar. Arten är reproducerande i Sverige.